# Thomas Marshburn
Thomas Marshburn (født 29. august 1960 i North Carolina) er NASA-astronaut og har endnu ikke fløjet en rummission.
Thomas Marshburn er udvalgt til at være 4. missionsspecialist på rumfærge-flyvningen STS-127 til Den Internationale Rumstation.